# 이인영 (1868년)
이인영(李麟榮, 1868년 9월 23일~1909년 9월 20일)은 구한말의 의병장이다. 아호는 중남(中南)이다.

## 생애
경기도 여주에서 출생하여 유학을 익히다가, 1895년 을미사변이 일어나자 여주를 기반으로 의병을 일으켰다. 그러나 의병의 무력으로는 관군과 일본군을 당하기 힘들었고, 해산령이 내려지면서 이인영은 의병대를 해체하고 문경에서 은둔 생활을 하였다.
10년 후인 1905년 을사늑약 체결 이후 또다시 전국적으로 의병 항쟁이 일어났다. 1907년 이미 강원도 원주에서 의병대를 조직한 이은찬의 권유로 그는 관동창의대장을 맡으며 다시 격문을 뿌리고 거병하게 되었다.
이 무렵 여러 지역에 의병 활동이 산개됨에 따라 이들 의병을 통합하고자 하는 움직임이 생겨났고, 의병 조직은 한성부로 진공할 계획을 세우고 연합군인 13도 창의군을 구성했다. 허위와 함께 연합군 결성을 주도한 이인영은 13도창의군의 총대장에 올랐다. 그의 휘하로 모여든 의병의 숫자는 약 8천여 명가량이었으며 허위, 민긍호, 이강년 등 유명한 의병장들이 함께 했다.
1908년 1월 13도 창의군은 결사대원을 선발하고 격문을 외국 영사관에 전달한 뒤 양주에서부터 서울 진공을 개시하였다. 그러나 역부족으로 패퇴하여 서울 탈환에 실패한 직후인 1월 28일, 이인영은 부친상을 당하여 총대장에서 사임했다. 그는 이후 가명을 쓰면서 숨어 지냈고, 허위가 대신 지휘를 맡은 연합군은 관군에게 섬멸되어 허위는 사형을 당했다.
3년상을 치르며 은신하던 이인영도 1909년 6월 7일 충청북도에서 체포되었다. 그는 옥중에서도 일본 천황과의 면담을 요구했으나 곧 사형 선고를 받고 서대문형무소의 전신인 경성감옥에서 교수형에 처해졌다.

## 사후
- 대한민국 정부는 그 공훈을 기리기 위해 1962년 건국훈장 대통령장을 추서하였다.
- 그 동생 이은영도 건국훈장을 추서 받은 독립 운동가이다.

## 같이 보기
- 13도 창의군
- 건국훈장 대통령장 수훈자 목록

## 참고자료
- 대한민국 국가보훈처, 네이버 캐스트, 1993년
- 경상북도 이지홈, 자랑스런 경북인 - 이인영
- 오영섭, 《고종황제와 한말의병》 (현대한국학연구소 학술총서 12), 도서출판선인. 2007년 - 제3부 한말 고종세력과 연합의병장의 관계